# 乌尚
乌尚（法語：Houchin，法語發音：[uʃɛ̃]）是法国上法蘭西大區加来海峡省的一个市镇，位于该省东北部，属于贝蒂讷区。

## 地理
乌尚（50°28'57"N, 2°37'20"E）面积4.5 平方千米，位于法国上法蘭西大區加来海峡省，该省份为法国北部沿海省份，西北濒北海，南至索姆省，东临北部省。
与乌尚接壤的市镇（或旧市镇、城区）包括：巴蘭、德鲁万勒马赖、阿伊库尔、埃迪尼厄勒-莱贝蒂讷、讷莱米讷、吕伊、沃德里库尔。

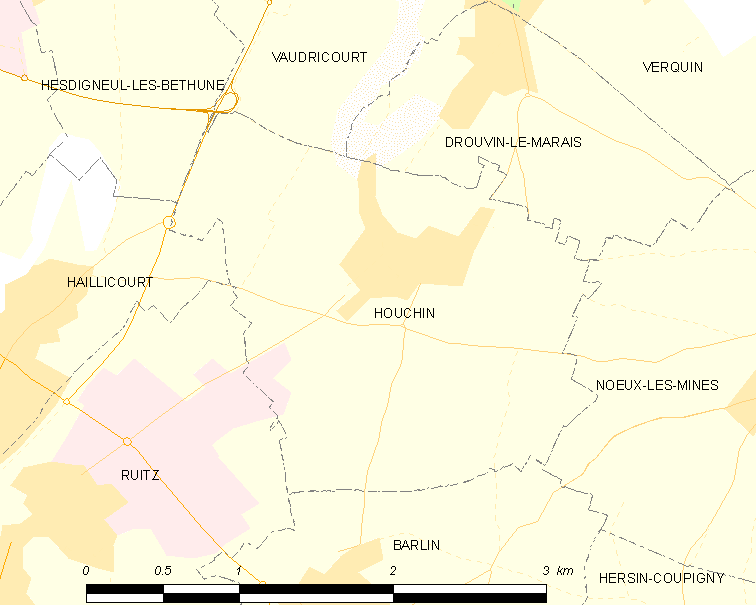
乌尚的OSM定位图

乌尚的时区为UTC+01:00、UTC+02:00（夏令时）。

## 行政
乌尚的邮政编码为62620，INSEE市镇编码为62456。

## 政治
乌尚所属的省级选区为讷莱米讷县。

## 人口

1962-2008年间乌尚人口变化图示

乌尚于2022年1月1日时的人口数量为735人。